# Kalitengah (Wedi)
Kalitengah is een bestuurslaag in het regentschap Klaten van de provincie Midden-Java, Indonesië. Kalitengah telt 5133 inwoners (volkstelling 2010).